# 谢韦尔内 (别尔哥罗德州)
谢韦尔内（羅馬化：Severnyy），是俄罗斯别尔哥罗德州的市级镇，属别尔哥罗德区，在州首府别尔哥罗德北方。
2021年有人口12,281人；2010年人口9,847；2002年人口7,612；1989年人口3,678。